# (124) Alceste
(124) Alceste es un asteroide que forma parte del cinturón de asteroides y fue descubierto por Christian Heinrich Friedrich Peters desde el observatorio Litchfield de Clinton, Estados Unidos, el 23 de agosto de 1872.
Está nombrado por Alceste, un personaje de la mitología griega.

## Características orbitales
Alceste está situado a una distancia media de 2,63 ua del Sol, pudiendo acercarse hasta 2,428 ua. Tiene una inclinación orbital de 2,953° y una excentricidad de 0,07689. Emplea 1558 días en completar una órbita alrededor del Sol.